# وی چینگکون
وی چینگکون (انگلیسی: Wei Qingkun؛ زادهٔ ۷ اکتبر ۱۹۶۶) کشتی‌گیر اهل چین بود. وی در بازی‌های المپیک تابستانی ۱۹۸۸ و ۱۹۹۲ شرکت کرده‌است.